# Bissiga-Mossi
Pour les articles homonymes, voir Bissiga.
Ne doit pas être confondu avec Bissiga-Yarcé (Zitenga).
Bissiga-Mossi est une commune rurale située dans le département de Zitenga de la province de l'Oubritenga dans la région Plateau-Central au Burkina Faso.

## Santé et éducation
Bissiga-Mossi accueille un centre de santé et de promotion sociale (CSPS). Le centre médical avec antenne chirurgicale (CMA) de la province se trouve à Ziniaré.